# 醜聞
『醜聞』（スキャンダル）は、1950年（昭和25年）4月26日公開の日本映画である。松竹製作・配給。監督は黒澤明、主演は三船敏郎。モノクロ、スタンダード、105分。
東宝争議のため東宝での映画製作を断念し、他社で作品を撮っていた黒澤監督の初の松竹作品である。過剰なジャーナリズムによる問題を描いた社会派ドラマ。無責任なマスコミの言論の悪質性を不愉快に思っていた黒澤が、電車の雑誌広告のセンセーショナルな見出しをヒントに製作した。第24回キネマ旬報ベスト・テン第6位。

## あらすじ

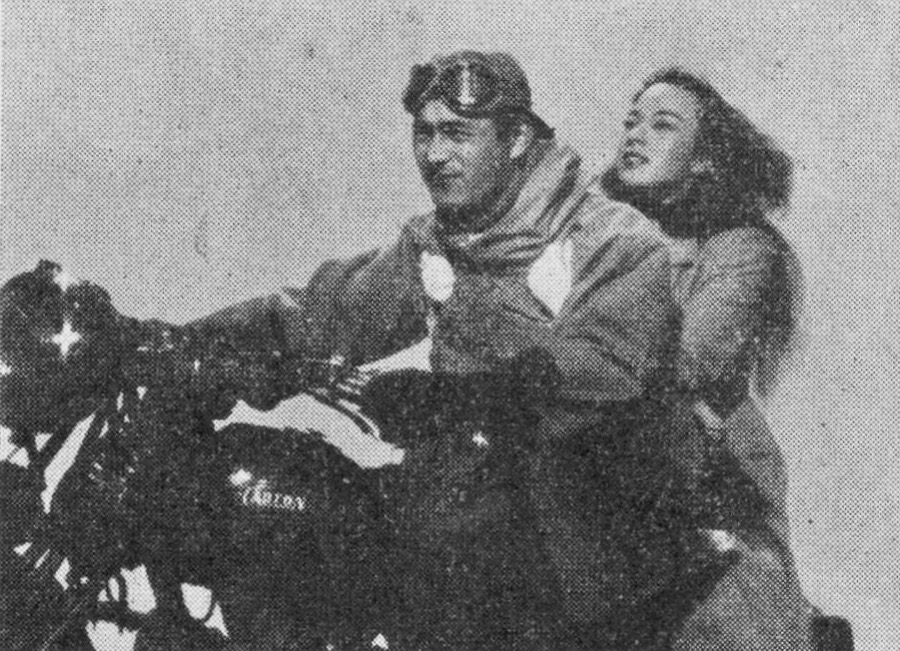
三船敏郎、山口淑子

新進画家の青江一郎は、オートバイクを飛ばして伊豆の山々を描きに来ていた。3人の木樵は彼の絵を不思議そうに眺めている。そこに人気声楽家の西條美也子が現れ、宿が同じだと分かると、美也子を後ろに乗せて宿へ向かった。青江は美也子の部屋を訪ね、談笑していたが、そこを雑誌社「アムール」のカメラマンが隠し撮りし、嘘の熱愛記事を書かれてしまう。雑誌は飛ぶように売れ、街頭で大々的に宣伝された。これに憤慨した青江はアムール社へ乗り込んで編集長・堀を殴り倒し、騒ぎは更に大きくなってしまう。青江はついに雑誌社を告訴することにし、そこへ蛭田と名乗る弁護士が売り込みに来る。翌日、素性を確かめるために蛭田の家を訪ねた青江は、結核で寝たきりの娘の姿に感動し、蛭田に弁護を依頼する。しかし、病気の娘を抱えるも金のない蛭田は10万円の小切手で堀に買収されてしまう。裁判が始まるも、買収された蛭田の弁護はしどろもどろで、法曹界の重鎮・片岡博士を弁護人にたてた被告側が圧倒的に有利だった。2回3回と公判が進むも、蛭田は言わねばならない証言でも押し黙り、4回目の公判で木樵が原告側の証人として立つも、勝ち目はなかった。青江は蛭田の不正を疑ったが口にはしなかった。そんな中、父親の不正を察知し心を痛めていた蛭田の娘が青江の勝利を叫びながら亡くなった。最終の公判の日、青江側の敗訴が決定的になる寸前、蛭田は自ら証人台に立ち、10万円の小切手を出して自らと被告人の不正を告白する。これが決め手となって片岡博士は敗訴を認め、原告側の勝利となった。記者団の前で青江は「僕たちは今、お星様が生まれるのを見たんだ」と語った。

## スタッフ
- 監督：黒澤明（映画芸術協会）
- 企画：本木荘二郎（映画芸術協会）
- 製作：小出孝
- 脚本：黒澤明、菊島隆三
- 撮影：生方敏夫
- 調音：大村三郎
- 美術：濱田辰雄
- 照明：加藤政雄
- 音楽：早坂文雄
- 編集：杉原よ志
- 現像：神田亀太郎
- 焼付：中村興一
- 特殊撮影：川上景司
- 装置：小林孝正
- 装飾：守谷節太郎
- スチール：梶本一三
- 記録：森下英男
- 衣裳：鈴木文治郎
- 結髪：佐久間とく
- 床山：吉澤金五郎
- 演技事務：上原照久
- 撮影事務：手代木功
- 経理進行：武藤鐵太郎
- 進行：新井勝次
- キャストオートバイ提供：機輪内燃機株式会社

## キャスト
- 青江一郎：三船敏郎
- 西条美也子：山口淑子
- 蛭田正子：桂木洋子
- すみえ：千石規子
- 堀：小沢栄（俳優座）
- 蛭田乙吉：志村喬
- 朝井：日守新一
- カメラマンA：三井弘次
- 荒井：清水一郎
- 美也子の母：岡村文子
- 裁判長：清水将夫（民芸）
- 蛭田やす：北林谷栄（民芸）
- 片岡博士：青山杉作（俳優座）
- 木樵の親父A：高堂國典（東宝）
- 木樵の親父B：上田吉二郎（大映）
- 酔っ払いの男：左卜全
- 青江の友人A：殿山泰司
- 新聞記者：増田順二
- 青江の友人B：神田隆
- 青江の友人C：千秋實（バラ座）
- 木樵の親父C：縣秀介
- 宿屋の番頭A：島村俊雄
- 宿屋の番頭B：遠山文雄
- ビルのデンスケ：小藤田正一
- カメラマンB：大杉陽一

- その他：谷崎純、仲摩篤美、野戸成晃、土田慶三郎、藤丘昇一、高瀬進、太田恭二、長尾寛、大澤之子、後藤泰子、秩父晴子、江間美都子、山本多美